# 氣旋加蘭斯
強烈熱帶氣旋加蘭斯（Intense Tropical Cyclone Garance）是一個強大的熱帶氣旋，影響了留尼旺島和毛里求斯。作為2024-25年西南印度洋氣旋季的第七個命名風暴和第五個強烈熱帶氣旋，加蘭斯起源於2月24日馬達加斯加以東的一個熱帶擾動。
與該氣旋相關的死亡人數至少報告有五人，加蘭斯在留尼旺造成的損失達9.4億美元（8.25億歐元）。

## 氣象歷史
2月24日，一個熱帶擾動在馬達加斯加以東近海生成，美國海軍研究實驗室給予擾動編號97S。上午10時，留尼汪氣象部將集結在南緯17.8度，東經51.0度的熱帶擾動97S評為不穩定天氣區，給予編號10。下午4時，留尼汪氣象部將其升格為熱帶擾動。
2月25日上午4時，留尼汪氣象部將其升格為熱帶低氣壓。下午4時，留尼汪氣象部將其升格為中度熱帶風暴，並由馬達加斯加氣象局命名為加蘭斯（Garance）。同時，聯合颱風警報中心將其升格為熱帶風暴，給予熱帶氣旋編號22S。
2月26日凌晨4時，留尼汪氣象部將其升格為強烈熱帶風暴。下午4時，聯合颱風警報中心將其升格為一級熱帶氣旋。晚間10時，留尼汪氣象部將其升格為熱帶氣旋。同時，聯合颱風警報中心將其升格為二級熱帶氣旋。
2月27日清晨4時，聯合颱風警報中心將其升格為三級熱帶氣旋。上午7時，留尼汪氣象部將其升格為強烈熱帶氣旋。
2月28日上午10時，留尼汪氣象部將其降格為熱帶氣旋。同時，加蘭斯在留尼汪聖但尼區聖蘇珊附近登陸；聯合颱風警報中心則是將其降格為二級熱帶氣旋。下午4時，留尼汪氣象部將其降格為強烈熱帶風暴。同時，聯合颱風警報中心將其降格為一級熱帶氣旋。
3月1日上午4時，聯合颱風警報中心將其降格為熱帶風暴。下午4時，留尼汪氣象部將其降格為中度熱帶風暴。
3月2日上午10時，留尼汪氣象局表示加蘭斯已轉化為一后熱帶氣旋。同時，聯合颱風警報中心對其發佈最後警報。

## 準備工作及影響

### 留尼旺
在氣旋來臨之前，留尼旺島的學校已於2月26日下午關閉，並於當地時間次日（2月27日）晚上19:00發布了紅色警報。 隨著氣旋接近留尼旺島，當地於2月28日發布了更高級別的紫色警報。
受到加蘭斯的影響，留尼旺島至少有四人喪生，另有兩人報告失蹤。加蘭斯還導致留尼旺島上42%的用戶電力供應中斷。
加蘭斯還帶來了極端天氣，狂風速度高達每小時234公里（145英里），並伴隨暴雨和嚴重洪水，席捲了留尼旺島和毛里求斯。破壞程度巨大，影響了基礎設施、房屋和基本服務。此外，超過一千人被迫撤離家園，目前被安置在緊急避難所中。

### 毛里求斯
由於惡劣天氣，毛里求斯的學校關閉了兩天。西沃薩古爾·拉姆古蘭爵士國際機場也因天氣狀況暫時關閉。
氣旋在島上引發了惡劣天氣條件。當局發布了巨浪警告，開放海域的浪高達到5至7米，增加了沿海洪水風險，尤其是北部和西部海岸地區。